# 贊比亞謙比希濕法冶煉尾礦壩潰決事故
中非時間2025年2月18日，贊比亞北部一座由中華人民共和國企業中國有色礦業有限公司在贊比亞註冊之附屬公司「贊比亞謙比希濕法冶煉有限公司」（謙比希濕法冶煉）擁有的銅礦發生尾礦壩潰決事故，釋放約5000萬公升含酸性及劇毒的廢料，污染卡富埃河生態系統。這次污染嚴重破壞河流的水生生態，影響水源供應及沿岸農業，而卡富埃河是贊比亞全國約六成人口的主要水源。

## 背景

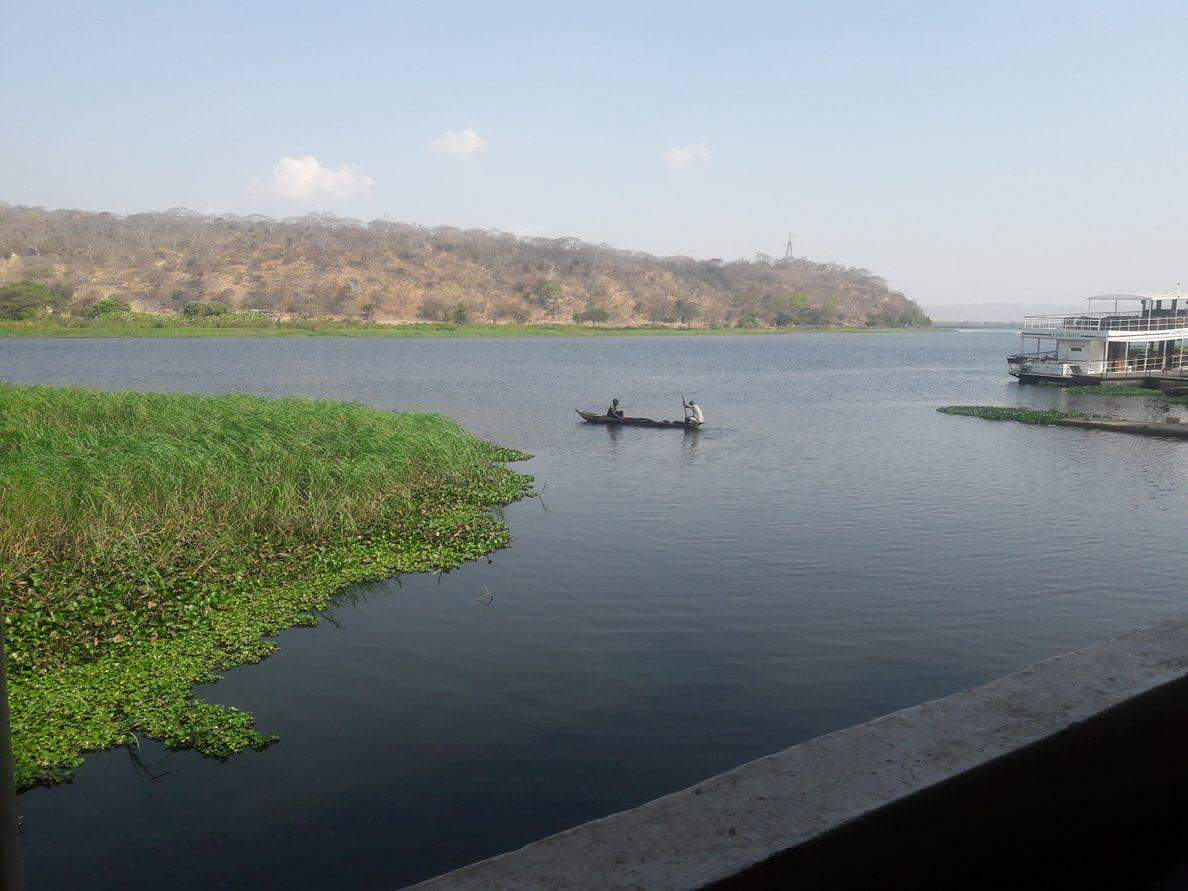
贊比亞的卡富埃河

據中國有色礦業有限公司的官方網頁所示，謙比希濕法冶煉是2004年成立的附屬公司，坐落於贊比亞銅帶省卡盧盧希贊比亞中國經貿合作區內，其核心資產包括謙比希濕法冶煉廠及「穆旺巴希項目」。網頁稱該公司預計在2024年後三至五年內，可掌控約50至70萬噸的銅金屬資源，足以支撐每年三萬噸銅的產能規模
卡富埃河被贊比亞工程學會譽為該國最重要的水道，全長逾1,500（930英里），貫穿全國。該河流屬於關鍵的卡富埃河流域，該區域居住著約1200萬人，佔贊比亞總人口的六成。卡富埃河為約500萬人提供飲用水，包括首都盧薩卡的居民，亦支撐漁業、農業灌溉及工業用水需求。
贊比亞北部的銅帶省是該國主要礦業中心，擁有多座礦場，作為一帶一路其中一站，中國企業在該國銅礦開採行業中佔據主導地位。贊比亞曾是全球十大銅生產國之一，但外界批評中國企業擁有的銅礦無視安全、勞工及環境法規，為確保對該國銅礦供應的控制權。此外，贊比亞與中國經濟關係密切，對中國負有超過40億美元債務，並在2020年債務違約後需要進行重組。

## 潰決
2025年2月18日，謙比希濕法冶煉採礦設施的一座封存結構發生災難性故障。贊比亞工程學會調查後確認，原本用於儲存採礦廢料的尾礦壩潰決，導致約5000萬公升劇毒廢水洩漏，當中含有高濃度酸液、重金屬及固體溶液。
污染物最初流入一條支流，隨後進入卡富埃河。洩漏發生數小時內，環境影響已迅速浮現，受影響水域的水生生態遭受嚴重破壞。沿河居民目睹原本「充滿生機」的河流在短時間內「如同枯死」，大量魚類暴斃，鳥類亦幾乎瞬間消失。

## 影響

### 環境
此次洩漏導致嚴重生態破壞，影響範圍至少延伸至礦場下游100（62英里）外。河流生態系統遭受重創，大量魚類死亡，屍體被沖上河岸，而原本「繁盛」的水鳥棲息地亦變得荒涼。沿岸農田因採礦廢料滲入土壤而枯死，地下水資源亦可能受到污染。長期接觸採礦廢料令生態系統面臨持續破壞及重金屬生物累積風險。贊比亞環保人士智利克瓦·穆巴形容這次事故為「一場災難性環境浩劫」。

### 社會
卡富埃河的污染對沿河居民造成即時打擊。當局被迫全面切斷基特韋的供水，該市位於礦場附近，人口約70萬。
當地農田受災嚴重，沿河居民的花生及玉米作物遭到破壞，部分農田在距離收成僅剩約兩個月時便已完全毀滅，令農民蒙受嚴重損失。

## 後續
在謙比希濕法冶煉尾礦壩潰決事故發生後不久，另一家由中國企業經營的銅礦亦發生酸性物質洩漏，造成一名工人喪生。該礦場雖然已被當局勒令停工，卻未遵守命令，仍然持續運作。對此，贊比亞警方已逮捕兩名中國籍人士。

## 反應

### 贊比亞
贊比亞總統哈凱恩德·希奇萊馬形容此次事件為一場危機，並請求專家協助，以減輕污染對環境及公眾的影響。贊比亞空軍出動，在河流中投放數百噸石灰中和酸性污染，並派遣快艇沿河灑布石灰，以減少污染擴散。贊比亞政府發言人康奈利厄斯·姆維特瓦宣佈謙比希濕法冶煉須負責支付所有清理工作的費用，政府亦已下令責任礦場暫停運作。
贊比亞水資源發展及衛生部發表聲明，強調此次洩漏事件帶來「毀滅性影響」，並特別關注有毒物質滲入土壤或擴散至其他地區，進而污染地下水。參與討論應對方案的環境工程師Mweene Himwinga對許多外國投資者漠視環境保護表示憤怒。贊比亞漁業及畜牧部於2月23日發佈公告，警告居民避免食用卡富埃河及其流域內的所有水生生物，以免受到污染影響。

### 中華人民共和國
謙比希濕法冶煉董事長張培文於事故後與贊比亞政府部長會面。根據該公司發佈的會議記錄，張培文就污水洩漏事件致歉，並承認這場災難為謙比希濕法冶煉及整個採礦行業敲響「警鐘」。他承諾，公司將「全力以赴」，盡快展開修復工作，恢復受污染的河流生態。